# Ikumi Oeda
Ikumi Oeda (1 de junio de 1993) es una deportista tailandesa que compite en judo. Ganó una medalla de bronce en los Juegos Asiáticos de 2018 en la categoría de –78 kg.

## Palmarés internacional
| Juegos Asiáticos | Juegos Asiáticos    | Juegos Asiáticos  | Juegos Asiáticos |
| Año              | Lugar               | Medalla           | Categoría        |
| ---------------- | ------------------- | ----------------- | ---------------- |
| 2018             | Yakarta (Indonesia) | Medalla de bronce | –78 kg           |